# Bandung (Bangkalan)
Bandung is een bestuurslaag in het regentschap Bangkalan van de provincie Oost-Java, Indonesië. Bandung telt 3347 inwoners (volkstelling 2010).

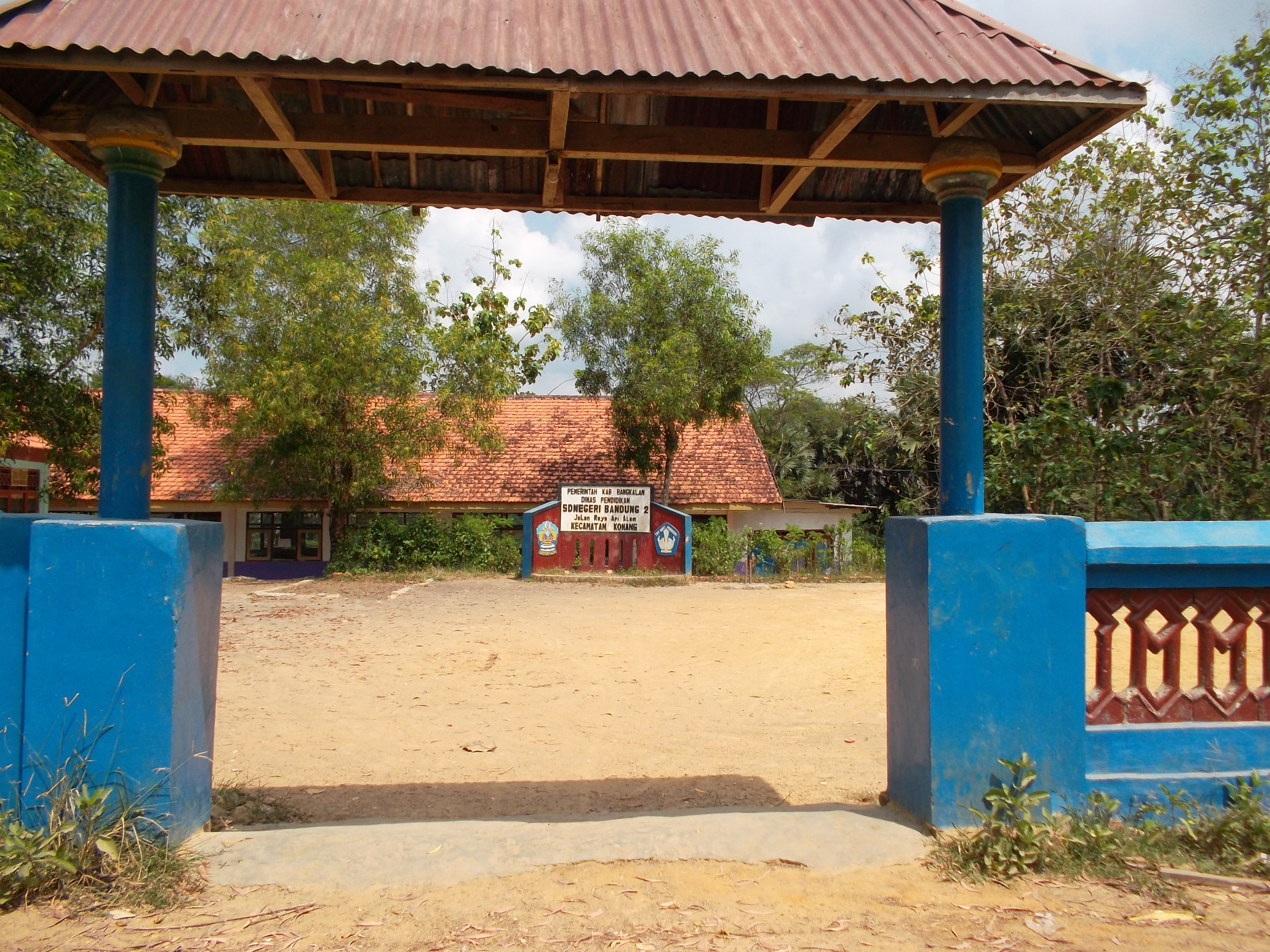
Lagere school te Bandung
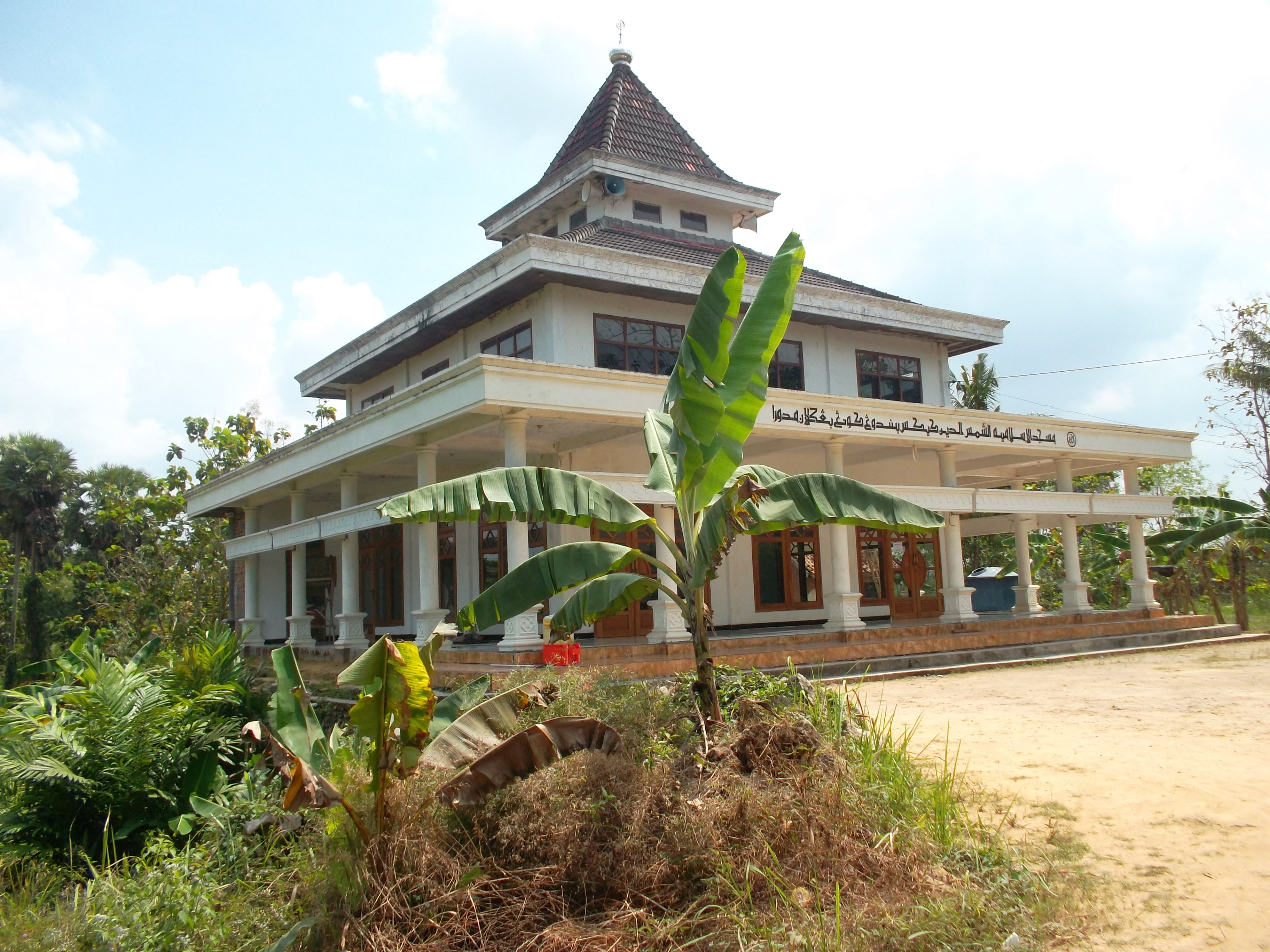
Moskee te Bandung
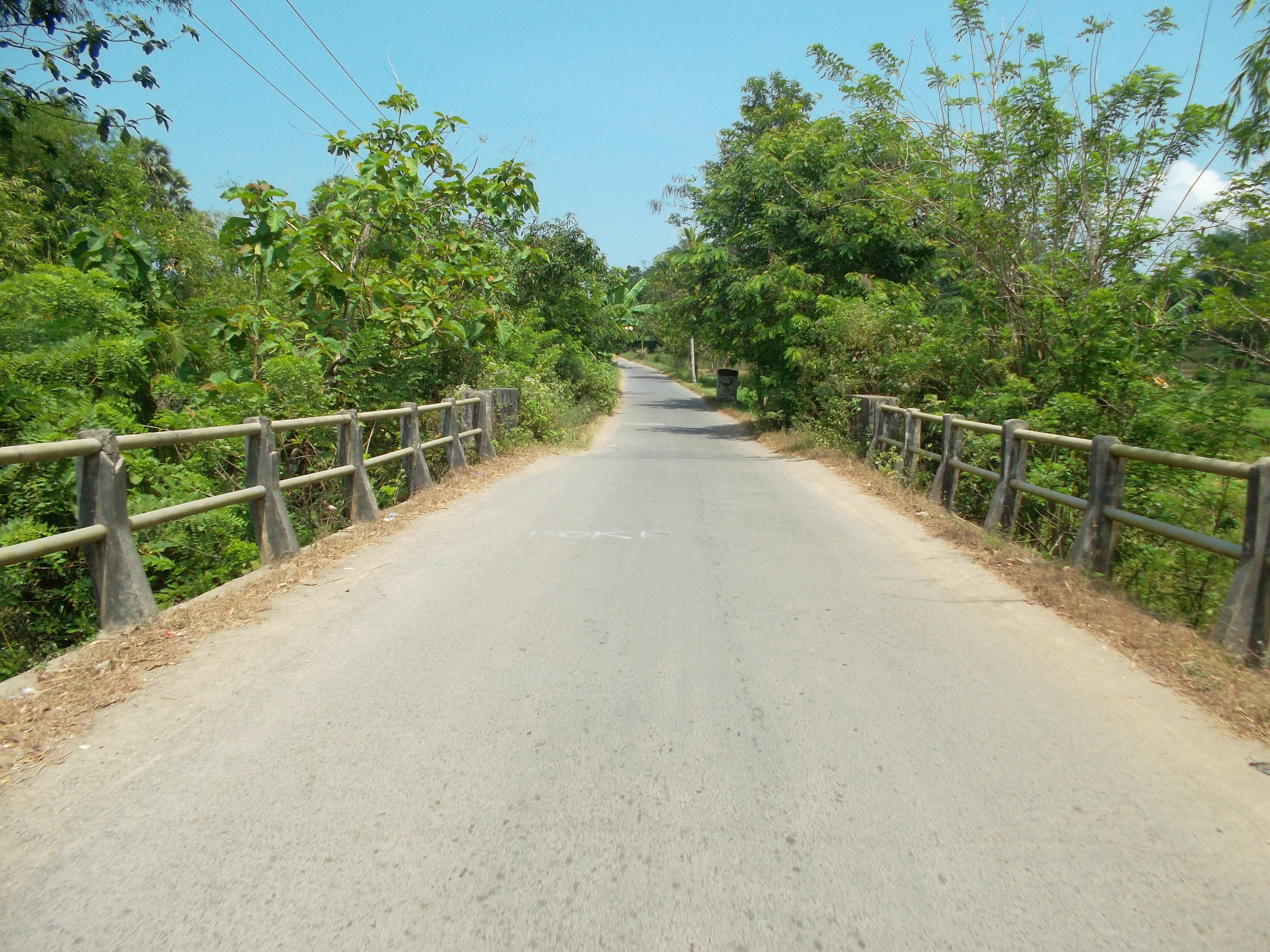
Brug te Bandung